# П-193М
П-193М — полевой телефонный коммутатор индукторного типа, предназначенный для оборудования телефонных станций малой емкости. Позволяет подключать и обслуживать 10 двухпроводных кабельных и воздушных абонентских линий с телефонными аппаратами системы МБ или радиостанциями, схема которых допускает дистанционное управление. Оборудован собственными разговорными и вызывными приборами, имеет 10 одинаковых абонентских комплектов и приборы рабочего места телефониста. Абоненты соединяются при помощи шнуров абонентских комплектов, схема коммутатора позволяет осуществить циркулярное соединение абонентов.
П-193 был модификацией коммутаторов П-193А (для звена полк-дивизия) и П-193Б (для батальонного звена). В отличие от предыдущих, он использует свою телефонную трубку и индуктор. Состоит на вооружении ВС Российской Федерации и в настоящее время, однако частично заменяется новой модификацией — бесшнуровым коммутатором малой ёмкости П-193М2.

## Состав комплекта
В комплект к коммутатору входят микротелефонная трубка и ручка индуктора, соединительный шнур для подключения второго коммутатора, комплекты ЗИП и технической документации, линейный щиток, соединительный кабель ТСКВ 10x2 (длина 25 м), сумки для переноски коммутатора, укладки и переноски соединительного оборудования и чехол для укладки соединительного шнура, кабелей, абонентских шнуров и ЗИП.

## Параметры

### Физические
- Масса комплекта: 22 кг (коммутатор — 13 кг, ЛЩ и вводный кабель — 9 кг)
- Габаритные размеры: 312 х 173 х 234 (мм)
- Электропитание: от батареи типа ГБ-10-У-1,3 А (напряжение 9 В)

### Технические
- Время развёртывания: 6 минут
- Дальность приёма сигналов вызова по абонентским линиям:
  - кабель П-275 — от 10 до 12 км
  - кабель П-274 — от 20 до 25 км
- Затухания:
  - Вносимое коммутатором в разговорную цепь двух абонентов — не более 0,1 Нп (частота 800 Гц)
  - Переходное между двумя любыми разговорными цепями коммутатора — не менее 9 Нп (частота 800 Гц)
  - Перекрываемое — до 43,4 дБ (5 Нп)

## Описание прибора

### Корпус
Корпус коммутатора П-193М представляет собой металлический ящик с передней (закрывает лицевую панель коммутатора) и верхней дверцами и защищает детали и монтаж коммутатора от механических повреждений и попадания грязи.
- Передняя дверца шарнирно соединяется с нижней стенкой корпуса. В нерабочем положении запирается двумя откидными запорами, в рабочим — открывается и при размещении на столе подвёртывается под основание.
- Верхняя дверца шарнирно соединяется с верхней стенкой корпуса и закрывает доступ к микротелефонной трубке, панели с линейными зажимами и 30-контактной колодке.

На боковых стенках есть вырезы, служащие для ввода абонентских линий и кабеля и закрывающиеся поворотными заслонками.
Коммутатор может подвешиваться на стену с помощью четырёх выдвижных планок-крючков на задней стенке корпуса. К петлям на боковых стенках корпуса крепится ремень для переноски. Ручка коммутатора (складывающаяся, съёмная) находится на правой боковой стенке.

### Лицевая панель
На лицевой панели расположены:
- планка с предупреждением «Помни, противник подслушивает!»
- планка для записи позывных абонентов
- опросно-вызывные кнопки, обеспечивающие опрос абонентов, посылку вызова и контроль за прохождением разговора с коммутатора
- рычаг возврата кнопок в исходное положение
- отбойно-вызывные клапаны для приема и фиксации сигналов, вызова и отбоя
- подвижная шторка для закрепления дверцы клапанов при транспортировке коммутатора
- соединительные гнезда
- дверца с холостыми гнездами, прикрывающая поддон (служит для укладки соединительных шнуров со штепселями и ЗИП)

### Верхняя панель
На верхней панели расположены:
- 10 пар линейных зажимов для подключений абонентских линий
- 2 зажима типа «С» для совместной работы двух коммутаторов или подключения ТА-57 в случае выхода из строя приборов рабочего места телефониста
- зажим ЗВ для подключения внешнего сигнального звонка постоянного тока с батареей (второй провод от батареи звонка подключается к зажиму «Земля»)
- 5-контактная соединительная колодка для включения колодки шнура и микротелефонной трубки
- 30-контактная соединительная колодка для включения колодки соедини тельного кабеля от линейного щитка при подключении абонентских линий через ЛЩ
- Отсек с крышкой для батареи питания усилителя

## Эксплуатация
При посылке вызова открывается номер вызывающего абонента и работает звонок, если он подключен. Телефонист нажимает на опросно-вызывную кнопку, закрывает дверцу клапана и опрашивает абонента. Абонент должен заказать требуемый номер, а телефонист подтверждает заказ и нажимает на опросно-вызывную кнопку требуемого абонента (ранее нажатая кнопка автоматически возвращается в исходное положение). Посылка вызова осуществляется вращением ручки индуктора. Услышав вызываемого абонента, сигналом «Говорите» телефонист предупреждает его и вставляет штепсель в нужное гнездо.
Убедившись, что абоненты слышат друг друга, телефонист нажатием на рычаг возврата отключает приборы своего рабочего места (его телефон подключён параллельно к разговорной цепи абонентов). По окончании разговора абонент отправляет сигнал отбоя, который приходит на отбойно-вызывной клапан того абонентского комплекта, в котором гнездо не задействовано (второй клапан отключен). Получив сигнал отбоя, телефонист нажимает на опросно-вызывную кнопку комплекта, в котором открылась дверца клапана, и произвести разъединение.
Соединительные линии от радиостанций могут подключаться к абонентским комплектам. Соблюдение полярности при подключении необходимо, чтобы радиостанция изначально работала на приём. При нажатии на разговорный клапан срабатывает коммутационное реле, и радиостанция переходит на передачу. При отпускании клапана цепь разрывается и радиостанция переходит на прием. По требованию абонента телефонист может соединить его аппарат с радиостанцией.
Возможно циркулярное (одновременное) соединение 10 абонентов: телефонист должен вызвать раздельно каждого абонента и вставить шнуры в гнездо. Абонентские линии соединяются параллельно, и когда один из абонентов говорит, остальные его слышат. При установке на телефонной станции двух коммутаторов они размещаются один на другом и соединяют зажимы друг друга между собой. Это повышает ёмкость станции до 20 абонентов, а микротелефонная трубка подключается только к одному из них. Обслуживание осуществляет один телефонист. Абоненты одного коммутатора соединяются с абонентами другого обычным способом.